# Adalbero von Laon
Adalbero von Laon, genannt Ascelin, (* um 947; † 27. Januar 1030 in der Abtei Saint-Vincent in Laon) war Bischof von Laon von 977 bis 1030.

## Leben
Er stammte aus der lothringischen Familie der Wigeriche und war der Sohn des Grafen Reginar von Bastogne, einem Bruder des Grafen von Verdun Gottfried der Gefangene und Adalberos, des Erzbischofs von Reims.
Nachdem er seine Ausbildung in Gorze begonnen hatte, war er zwischen 969 und 974 Schüler Gerberts von Aurillac, des späteren Papstes Silvester II., in Reims. Da er ein treuer Gefolgsmann des karolingischen Königs Lothar war, machte ihn dieser 974 zu seinem Kanzler und am 16. Januar 977, nach dem Tod des Bischofs Roricon am 20. Dezember 976, zum Bischof von Laon.
Kurz nach seiner Amtsübernahme als Bischof kam das Gerücht über einen Ehebruch von Lothars Ehefrau Emma mit Adalbero von Laon auf. Sein Onkel Adalbero von Reims rief eine Synode zusammen, in der die Unschuld von Adalbero und Emma festgestellt wurde. Lothars Bruder Karl, der das Gerücht verbreitet hatte, musste ins Exil gehen. Er wurde 977 von Otto II. zum Herzog von Niederlothringen gemacht und damit auf die Seite der mit seinem Bruder Lothar verfeindeten Ottonen hinübergezogen.
Nach dem Tod Lothars (986) und seines Sohnes Ludwig V. (987) wurde Hugo Capet aus dem Geschlecht der Robertiner zum König gewählt. Er begründete die neue Dynastie der Kapetinger. Dabei wurde der Thronanspruch Karls von Niederlothringen, des letzten überlebenden karolingischen Thronerben, übergangen. Im folgenden Jahr griff Karl zu den Waffen, um seinen Anspruch auf die Krone durchzusetzen. Adalbero von Laon stand wie sein Onkel Adalbero von Reims, der Hugo Capet gekrönt hatte, auf der Seite der neuen Dynastie. Als es Karl gelang, mit einem Handstreich Laon einzunehmen, konnte er dort seine Feindin, die Königinwitwe Emma, und Adalbero von Laon gefangen nehmen. Adalbero von Laon entkam aus dem Kerker, versöhnte sich dann aber mit Karl und erhielt sein Bistum zurück. Er erlangte Karls Vertrauen und schwor ihm Treue, doch Ende März 991 verriet er Karl und öffnete nachts die Stadttore von Laon den Truppen Hugos. Karl wurde im Schlaf überrascht und mit seiner Frau und seinen Kindern festgenommen. Er blieb bis zu seinem Lebensende in Haft. Adalbero wurde für die Nachwelt zum Urbild eines skrupellosen Verräters. Man gab ihm den Beinamen Vetulus traditor (alter Verräter).
993 verbündete sich Adalbero mit dem Grafen Odo I. von Blois, um Hugo Capet und dessen Sohn Robert an König Otto III. auszuliefern. 998 wurde er auf der Synode von Pavia abgesetzt.
Sein Todesdatum ist nicht genau bekannt. Der 19. Juli 1030 wird genannt, aber auch (im Nekrolog von Saint Vincent in Laon) ein 27. Januar, vielleicht der des Jahres 1031. Er wurde in der Abteikirche von Saint Vincent in Laon beerdigt.

## Schriftstellerisches Werk

Buchminiatur mit symbolischer Darstellung der funktionalen Dreiteilung der mittelalterlichen Gesellschaft

Albero untermauerte um 1025 in seinem Gedicht Carmen ad Rotbertum regem die Lehre von den drei funktionalen gesellschaftlichen Gruppen der oratores, der geistlichen Beter, der bellatores, der Kämpfer, und der laboratores, der Bauern und Handwerker, wie sie sich seit dem 10. Jahrhundert herausgebildet hatte, den Vorrang des Betens vor dem Arbeiten etablierte und die feinen Abstufungen in den Rechten der Bauern hinfällig machte. Er ist damit einer der Theoretiker der funktionalen Dreiteilung. Daneben verfasste er ein theologische Lehrgedicht (De summa fidei) und den Rythmus satiricus, eine gegen Landry (Landri), den Grafen von Nevers und ersten Herzog von Burgund, gerichtete Schmähschrift (996).